# Liste von Pomologen
Die Liste der Pomologen stellt eine Auflistung von bekannten Angehörigen dieser Gruppe dar. Pomologie ist die Lehre der Arten und Sorten des Obstes und deren systematische Einteilung und Bestimmung. Die Liste erhebt keinen Anspruch auf Vollständigkeit.

## Geboren bis 1799
|  | Name (Lebensdaten)                                                                                             | Forschungsgebiet |
|  | --- | --- |
|  | Gottfried von Franken * vor 1300                                                                               | Meister Gottfried von Franken war ein fränkischer Autor zu gartenbaulichen Themen. Sein um 1350 verfasstes Pelzbuch über die Veredelung von Obstbäumen war mit fast 80 Abschriften eine der wirkungsmächtigsten Erscheinungen der altdeutschen Fachliteratur und wurde auch im Ausland geschätzt.                |
|  | Johann Kaspar Schiller * 27. Oktober 1723 in Bittenfeld † 7. September 1796 Kunágota                           | Sein Werk Die Baumzucht im Großen galt bis weit ins 20. Jahrhundert als wichtiges Standardwerk im Obstbau. Viele bis heute existierenden Streuobstbestände im mittleren Neckarraum gehen auf die Aktivitäten Schillers zurück.                                                                                   |
|  | Máté Bereczki * 24. September 1824 in Romhány † 9. Dezember 1895 Kunágota                                      | Bereczki war ein ungarischer Pomologe. Mit der Beschreibung ungarischer und ausländischer Obstsorten wurde er zum Schöpfer der ungarischen pomologischen Literatur. |
|  | Andrei Timofejewitsch Bolotow * 18. Oktober 1738 in Dworjaninowo † 16. Oktober 1833 ebenda                     | Bolotow war ein russischer Agrarwissenschaftler. Er entdeckte die Dichogamie von Apfelbäumen, zeigte die Vorteile der Kreuzbestäubung auf und arbeitete u. a. ein pomologisches System aus, das mehr als 600 Apfel- und Birnensorten umfasste.                                                                   |
|  | Johann Ludwig Christ * 18. Oktober 1739 in Öhringen † 19. November 1813 in Kronberg im Taunus                  | Christ war Pfarrer und Bienenzüchter. Er veröffentlichte Bücher über den Obstbau und die Bienenzucht sowie das Pomologische praktische Handwörterbuch und die Vollständige Pomologie. |
|  | Richard Cox * um 1776 † 20. Mai 1845 in Colnbrook                                                              | Cox war ein englischer Brauer und Gärtner. Er ist der Züchter der Apfelsorten Cox Orange und Cox Pomona. |
|  | August Friedrich Adrian Diel * 4. Februar 1756 in Gladenbach † 22. April 1839 in Diez                          | August Friedrich Adrian Diel züchtete zahlreiche Obstsorten. Er verfasste bedeutende Werke zur Systematik der Obstbäume, die einen Grundstein für den Aufschwung der Pomologie im 19. Jahrhundert legten. |
|  | Johann Georg Dittrich * 11. April 1783 in Gotha † 10. März 1842 in Gotha                                       | Dittrich schrieb mehrere Bücher über den Obstbau. Er erklärte eine Methode, kräftige Obstbäume aufzuziehen, und veranlasste dadurch einen Aufschwung der deutschen Obstbaumzucht. |
|  | Friedrich Wilhelm Donauer * 4. Oktober 1788 in Thurnau † 5. März 1870 in Coburg                                | Donauer war aktives Mitglied im Pomologischen Verein. Nach ihm ist Donauers Renette benannt. |
|  | Carl Julius Fintelmann * 20. September 1794 in Berlin † 24. Juni 1866 in Charlottenburg                        | Fintelmann war ein vor allem in Potsdam tätiger Hofgärtner und gehörte 1860 zu den Gründungsmitgliedern des Deutschen Pomologen-Vereins. |
|  | Gustav von Flotow * 8. Januar 1789 in Bayreuth † 29. April 1864 in Dresden                                     | von Flotow war ein sächsischer Verwaltungsbeamte. Er fertigte zahlreiche Sortenbeschreibungen an, die im Illustrirten Handbuch der Obstkunde veröffentlicht wurden, und bemühte sich um die Verbreitung von an das regionale Klima angepasster Obstsorten in Sachsen.                                            |
|  | Johann Evangelist Fürst * 28. Dezember 1784 im Frauendorf bei Vilshofen † 11. November 1846 in Au              | Fürst war ein bayrischer Zollbeamter, Unternehmer und Autor. Er baute seinen Hof in Frauendorf zu einem landwirtschaftlichen Mustergut aus, gründete die Praktische Gartenbaugesellschaft in Bayern zu Frauendorf und gründete die Zeitschrift Der Obstbaumfreund.                                               |
|  | Friedrich Justinian von Günderrode * 1. Februar 1765 in Frankfurt am Main † 11. November 1845 in Darmstadt     | Friedrich Justinian von Günderrode war ein deutscher Jurist, Geheimrat und Richter. Er ist der Autor der ersten Monographie über Pflaumensorten. |
|  | Carl Ludwig Anton Maria Harbert * 10. Oktober 1771 in Arnsberg † 11. Juli 1832 in Arnsberg                     | Harbert entdeckte um 1830 die nach ihm benannte Apfelsorte Harberts Renette. |
|  | Samuel David Ludwig Henne * 29. September 1712 in Gunsleben † 31. Dezember 1780 in Gunsleben                   | Henne war Pastor und betrieb eine Obstbaumschule. Er schrieb eines der ersten Bücher über Obstbau. |
|  | Alexis Lepère der Ältere * 9. Mai 1799 in Montreuil † 29. Mai 1883 ebenda                                      | Lepère war eine Obstzüchter aus Montreuil. Er entwickelte eine besondere Schnitt- und Kulturmethode für Pfirsichbäume. |
|  | Christian Cay Lorenz Hirschfeld * 16. Februar 1742 in Kirchnüchel † 20. Februar 1792 in Kiel                   | Hirschfeld war ein bekannter Gartentheoretiker. Er war der Leiter der königlich-dänischen Fruchtbaumschule in Kiel und ist der Autor des 1788 erschienenen zweibändigen Handbuchs der Fruchtbaumzucht. |
|  | Vincenz Hlava * 1782 † 1849                                                                                    | Hlava war ein böhmischer Forstbeamter, der wegen seiner pomologischen Kenntnisse Mitglied der K. u. k. Mährisch-Schlesischen Wirtschaftsgesellschaft wurde. |
|  | Constantin Keller * 18. April 1778 in Graz † 4. September 1864 Gröbming                                        | Keller war ein österreichischer Pfarrer und Förderer des Obstbaus. Er stellte sämtliche oberösterreichischen Obstsorten als Wachsmodelle dar. |
|  | Johann Klör * 16. April 1751 in Leutershausen, Hohenroth † 18. März 1818 in Würzburg                           | Obstbauer, Imker, Leinenweber und Kleinbauer und als Pomologe zeitweise beauftragt, die Lehrer im Führen von Schulgärten auszubilden und zu inspizieren |
|  | Thomas Andrew Knight * 12. August 1759 in Ludlow † 11. Mai 1838 in London                                      | Knight war ein britischer Botaniker und Pomologe. Er ist der Autor der Pomona Herfordiensis, eines Buchs über Obstsorten der Region Herefordshire. |
|  | Johann Hermann Knoop * wahrscheinlich 1706 bei Kassel wahrscheinlich † 4. August 1769 in Amsterdam             | Knoop war ein niederländischer Gärtner. Er ist Autor der Bücher "Pomologia" (1758) und "Fructologia" (1763) und gilt damit als Begründer der Pomologie. |
|  | Carl Friedrich Kotschy * 26. Januar 1789 in Teschen † 9. Februar 1856 in Ustroń                                | Kotschy war ein österreichischer protestantischer Theologe und Botaniker. Er gehörte 1848/49 der Frankfurter Nationalversammlung an. Er war Mitglied der pomologischen Gesellschaft Van Mons in Brüssel. |
|  | Ludolph Friedrich Freiherr von Laffert * 31. Dezember 1757 in Celle † 5. Dezember 1808                         | Laffert war Begründer der Laffert'schen Plantage mit Obstgehölzen und seltenen nordamerikanischen Baumarten. |
|  | Georg Liegel * 3. Mai 1779 in Schäferei bei Waldmünchen † 5. September 1861 in Braunau am Inn                  | Liegel war ein Apotheker und Pomologe, der sich auf die Sammlung von Steinobstsorten spezialisiert hatte und viele regionale Pflaumensorten kultivierte. |
|  | Friedrich Lindemann * 10. März 1792 in Jöhstadt † 15. Juni 1854 in Boppard                                     | Lindemann war Gründungsmitglied des Deutschen Pomologen-Vereins. Für letzteren gab er die Zeitschrift „Opora“ und das „Obstzuchtbüchlein“ heraus. |
|  | John Lindley * 5. Februar 1799 in Catton in Norfolk † 1. November 1865 in Acton Green, Middlesex               | Lindley war ein englischer Botaniker. Er ist der Autor des Buches Pomologia Britannica. |
|  | Friedrich Carl Emil von der Lühe * 4. März 1751 † 9. März 1801 in Wien                                         | Lühe kümmerte sich als Regierungsrat besonders um den Obstanbau und legte eine Baumschule an. |
|  | Heinrich Ludwig Manger * 31. Juli 1728 in Kitzscher bei Leipzig † 30. April 1790 in Potsdam                    | Manger war königlich preußischer Oberhofbaurat und Garteninspektor und Baumeister. Er ist Autor des zweibändigen Buches Vollständige Anleitung zu einer Systematischen Pomologie, in dem die damals bekannten Apfel- und Birnensorten tabellarisch aufgelistet sind.                                             |
|  | Johann Prokop Mayer * 2. Juli 1737 in Schmeczna, Böhmen † 25. Juli 1804 in Würzburg                            | Mayer war ein europaweit bekannter Lust- und Blumengärtner. Zwischen 1776 und 1801 veröffentlichte er das pomologische Lehrbuch Pomona Franconica. |
|  | Johann Christian Metzger * 11. Oktober 1789 in Lahr † 15. September 1852 in Bad Wildbad                        | Metzger war ein deutscher Landschaftsarchitekt. Er war Präsident der Obstbau-Sektion der Versammlungen der deutschen Wein- und Obst-Produzenten und veröffentlichte Bücher zum Thema Obst- und Weinbau sowie über die Kernobstsorten Süddeutschlands.                                                            |
|  | Jean-Baptiste van Mons * 11. November 1765 in Brüssel † 6. September 1842 in Löwen                             | Van Mons war ein belgischer Botaniker, Agrarwissenschaftler und Gärtner. Er war ein profilierter Obstzüchter, der mehr als 40 Birnensorten züchtete. |
|  | Franz Hermann Müschen * 9. Mai 1774 in Boizenburg/Elbe † 27. Februar 1847 in Belitz                            | Müschen war ein deutscher Lehrer und Kantor. Er legte 1802 die erste Obstbaumschule Mecklenburgs an. Ihm zu Ehren ist die Apfelsorte Müschens Rosenapfel benannt. |
|  | Johann Georg Conrad Oberdieck * 30. August 1794 in Wilkenburg † 24. Februar 1880 in Herzberg am Harz           | Oberdieck war ein evangelischer Pfarrer. In seiner Baumschule kultivierte er mehr als 4000 Obstsorten auf Mehrsortenbäumen. Er war Mitautor des Illustrirten Handbuchs der Obstkunde sowie Mitherausgeber der Pomologischen Monatshefte. Nach ihm ist heute der Oberdieck-Preis des Pomologen-Vereins benannt.   |
|  | Pierre Antoine Poiteau * 23. März 1766 in Ambleny bei Soissons † 27. Februar 1854 in Paris                     | Poiteau war Leiter der königlichen Baumschule von Versailles. Als Zeichner lieferte er viele vorzügliche Abbildungen verschiedener Obstsorten. |
|  | Mathias Rössler * 1754 † 1829 in Podiebrad                                                                     | Rössler war ein böhmischer Seelsorger. Er ist Autor des Buches Pomona Bohemica, eines tabellarischen Verzeichnisses von Obstsorten. |
|  | Josef Schmidberger * 4. November 1773 in Urfahr bei Linz † 10. August 1844 in St. Florian                      | Schmidberger war ein Augustiner-Chorherr, der sich mit der Zucht und Veredelung von Obstsorten beschäftigte. Er erforschte insbesondere die Schädlinge der Obstbäume und erkannte als einer der ersten, dass die Schädlinge in anderen Tierarten, insbesondere unter den Schlupfwespen, natürliche Feinde haben. |
|  | Johann Volkmar Sickler * 19. Januar 1742 in Günthersleben † 31. März 1820 in Kleinfahner                       | Sickler war ein deutscher Pomologe. Er war Redakteur der pomologischen Zeitschrift Der teutsche Obstgärtner und des Allgemeinen Teutschen Gartenmagazins. Zusammen mit F. J. Bertuch brachte Sickler eine Sammlung naturgetreuer Modellfrüchte von Kern-, Stein- und Schalenobstsorten heraus.                   |
|  | Christian Truchseß von Wetzhausen * 21. Juni 1755 in Schloss Bundorf † 19. Februar 1826 auf Schloss Bettenburg | Von Wetzhausen war ein bekannter Kirschenzüchter; er legte die Kirschwochen anhand der Reifezeit der Frühesten der Mark fest. |
|  | Caspar Tobias Zollikofer * 16. Mai 1774 auf Schloss Bürglen † 6. Dezember 1843 in St. Gallen                   | Zollikofer war ein Schweizer Pharmazeut und Naturforscher. Er befasste sich auch mit dem Obstanbau in der Ostschweiz und fertigte zwischen 1831 und 1834 Aquarelle von 200 Apfel- und Birnensorten. |

## Geboren 1800 bis 1899
|  | Name (Lebensdaten) | Forschungsgebiet |
|  | --- | --- |
|  | Korbinian Aigner * 11. Mai 1885 in Hohenpolding † 5. Oktober 1966 in Freising                                                                      | Aigner war ein bayerischer katholischer Pfarrer und Pomologe. Im Konzentrationslager Dachau züchtete Aigner Apfelbäume, von denen eine Apfelsorte später ihm zu Ehren Korbiniansapfel getauft wurde. Er fertigte Aquarellbilder von fast 800 Apfel- und Birnensorten an. |
|  | Heinrich Graf von Attems-Petzenstein * 28. November 1834 in St. Florian † 11. August 1909 in Graz                                                  | Von Attems-Petzenstein war ein österreichischer Major, der sich nach seiner Pensionierung um den Garten- und Obstbau verdient machte. Er war Besitzer und Gründer der Samenculturstation in St. Peter bei Graz und ist Autor des Buches Österreichs Obstbau. |
|  | Charles Baltet * 14. Januar 1830 in Troyes † 24. November 1908 in Troyes                                                                           | Baltet war ein französischer Baumschulbesitzer. Er ist der Autor zahlreicher Bücher über Obstbau und Obstbaumschnitt. |
|  | Alexander Bode * 20. Dezember 1860 in Trebnitz bei Könnern † 13. Februar 1920 in Chemnitz                                                          | Bode war ein deutscher Gärtner und Pädagoge. Er nahm erheblichen Einfluss auf die Verbesserung des Obst- und Gartenbaus in den erzgebirgischen Städten und Gemeinden und schuf so neue Erwerbsmöglichkeiten für die Bevölkerung. |
|  | Curt von Bose * 1. März 1808 in Radibor bei Bautzen † 10. November 1884 in Unwürde bei Löbau                                                       | von Bose war ein deutscher Jurist, Bienenwissenschaftler und Pomologe. Er war der Herausgeber der Pomologischen Hefte, die nur in zwei Jahrgängen erschienen. |
|  | Kasimir von Brzeziński * 1866 † 1937 | Von Brzeziński war ab 1900 Leiter des pomologischen Landesinstituts in Salischtschyky (Galizien). |
|  | Carl G. Dahl * 1875 † 1959 | Dahl war ein schwedischer Gärtner und Pomologe. |
|  | Charles Downing * 9. Juli 1802 in Newburgh † 18. Januar 1885 in Newburgh                                                                           | Downing war ein amerikanischer Gärtner, Pomologe und Autor. |
|  | George M. Darrow * 1889 in Springfield (Vermont) † 1983 in Maryland                                                                                | Darrow war Pomologe und Spezialist für Erdbeeren und deren Kultur |
|  | Friedrich Jakob Dochnahl * 4. März 1820 in Neustadt an der Weinstraße † 18. Juli 1904 ebenda                                                       | Dochnahl war ein deutscher Gärtner und Baumschulbesitzer. Er stellte eine eigene pomologische Systematik für Obst- und Traubensorten auf und war Herausgeber der Zeitschrift Pomona. Allgemeine deutsche Zeitschrift für den gesamten Obst- und Weinbau. |
|  | Albrecht Eyring * 19. Oktober 1844 in Oberlauringen † 1920 in Würzburg                                                                             | Eyring war ein deutscher evangelischer Pastor, Pomologe und Gründer der bayrischen Obst- und Gartenbauvereine. |
|  | Olof Eneroth * 15. April 1825 in Brannkyra bei Stockholm † 21. Mai 1881 in Uppsala                                                                 | Eneroth war ein schwedischer Pomologe. Er ist der Autor des Buches Handbok i Svensk pomologie. |
|  | Theodor Engelbrecht * 18. Januar 1813 auf dem Vorwerk Monplaisir in Halchter bei Wolfenbüttel † 4. August 1892 in Braunschweig                     | Engelbrecht war ein deutscher Mediziner. Er regte die Gründung der Pomologischen Staatsanstalt in Braunschweig an und war von 1870 bis 1878 Herausgeber der Mitteilungen der Station für Obstbau des landwirtschaftlichen Centralvereins des Herzogtums Braunschweig. Er war Gründungsvorstand des Deutschen Pomologen-Vereins. |
|  | Gustav I. Adolph Fintelmann * 30. Juni 1803 in Berlin † 1. März 1871 in Charlottenhof, Park Sanssouci, Potsdam                                     | Fintelmann war Hofgärtner in Paretz, im Park Sanssouci und auf der Pfaueninsel. Im Pariser Vorort Montreuil ließ er sich bei dem Pfirsichgärtner Alexis Lepère d. Ä. in die Kultivierung von besonders feinem Tafelobst, die sogenannte „Französische Obstzucht“, einweisen. Er war Mitglied im Deutschen Pomologen-Verein. |
|  | Heinrich von Friesen-Rötha * 23. Mai 1831 in Dresden † 5. Oktober 1910 in Rötha                                                                    | Von Friesen-Rötha war ein sächsischer Gutsbesitzer. Er gründete eine Baumschule, eine Lehranstalt für Obstbau, einen Obstbaubetrieb sowie eine Obstverwertungsgesellschaft. Seine umfangreiche Sammlung pomologischer Werke vermachte er der Bibliothek des Deutschen Pomologen-Verein. |
|  | Adalbert Nikolaus Fuchs * 5. Juni 1814 auf der Wieden bei Wien † 7. Januar 1886 in Kritzendorf                                                     | Fuchs war ständiger Sekretär der „k.k. Landwirthschaftsgesellschaft“ in Wien und maßgeblich an der Entwicklung der Klosterneuburger Weinbauschule, der heutigen Höheren Bundeslehranstalt und Bundesamt für Wein- und Obstbau Klosterneuburg, beteiligt. |
|  | Nicolas Gaucher * 17. Januar 1846 in Saricourt † 21. Januar 1911 in Stuttgart                                                                      | Gaucher war ein französischer Pomologe und Baumschulbesitzer. Er veröffentlichte Bücher zum Thema Obstbaumschnitt und -veredelung und gilt als Begründer des Formobstbaues in Deutschland. |
|  | Hermann Goethe * 16. März 1837 in Naumburg an der Saale † 12. Mai 1911 in Baden bei Wien                                                           | Goethe war ein Fachmann für Weinbau, Pomologie und Önologie. Er war Leiter der pomologischen Gärten des Generalkonsuls Heinrich Eduard von Lade in Geisenheim, aus denen 1872 die Königlich Preussische Lehranstalt für Obst- und Weinbau und später Forschungsanstalt für Garten- und Weinbau entstand. Goethe war Gründungsdirektor der Weinbauschule in Marburg an der Drau (heute Maribor). Er veröffentlichte mehrere Schriften zur Ampelographie.                            |
|  | Rudolf Goethe * 13. April 1843 in Naumburg an der Saale † 16. Januar 1911 in Darmstadt                                                             | Goethe war ein deutscher Gärtner. Er war Absolvent des Pomologischen Institutes von Eduard Lucas. Goethe war Direktor der Königlich Preußischen Lehranstalt für Obst- und Weinbau in Geisenheim, welches er in seiner Amtszeit um mehrere Institute erweiterte. Er war Herausgeber der Mitteilungen über Obst- und Gartenbau sowie der Zeitschrift Weinbau und Kellerwirtschaft und Autor einer Handbuchs der Tafeltraubenkultur.                                                  |
|  | Carl Hesselmann * 9. September 1830 in Menden bei Mülheim an der Ruhr † 25. März 1902 in Witzhelden                                                | Hesselmann war Volksschullehrer und Baumschulbetreiber im Bergischen Land. Er fand einen (scheinbaren) Zufallssämling, dessen Früchte er 1875 Kaiser Wilhelm I. zur Geschmacksprobe vorlegte. Dieser stimmte daraufhin der Verwendung seines Namens für die Apfelsorte Kaiser Wilhelm zu. Bereits früher fiel Pomologen die Ähnlichkeit mit der um Köln-Aachen verbreiteten Lokalsorte Peter Broich auf. Durch genetischen Vergleich wurde diese Vermutung mittlerweile bestätigt. |
|  | Franz Jahn * 17. Januar 1806 in Meiningen † 15. Februar 1867 in Meiningen                                                                          | Jahn war ein Apotheker aus Meiningen. Er war ein ausgewiesener Obstsortenkenner und Redakteur des Illustrirten Handbuchs der Obstkunde. |
|  | Emil Otto Oskar von Kirchner * 15. September 1851 in Breslau † 25. April 1925 in Venedig                                                           | Von Kirchner war ein deutscher Botaniker und Phytomediziner. Sein offizielles botanisches Autorenkürzel lautet „Kirchn.“. |
|  | Knud Knudsen * 3. Januar 1832 in Odda, Norwegen † 21. Mai 1915 in Bergen, Norwegen                                                                 | Knudsen war ein norwegischer Fotograf und Pomologe. Er gründete eine der ersten Baumschulen Norwegens, in der er auch ausländische Obstsorten anbaute. |
|  | Fritz Kobel * 10. Mai 1896 in Schleumen (Kanton Bern) † 12. Februar 1981 in Wädenswil bei Zürich                                                   | Kobel war ein Schweizer Obst-, Wein-, Gemüse- und Gartenbauwissenschaftler. Er war Direktor der Eidgenössischen Versuchsanstalt für Obst-, Wein- und Gartenbau in Wädenswil. Er erforschte die Probleme der Befruchtung und Fruchtbildung im Obstbau und veröffentlichte ein Buch über die Kirschensorten der deutschen Schweiz. |
|  | Karl Heinrich Koch * 6. Juni 1809 in Ettersberg bei Weimar † 25. Mai 1879 in Berlin                                                                | Koch war ein deutscher Botaniker. Er war 1860 Gründungsmitglied des Deutschen Pomologen-Vereins, dem er lange Jahre als Präsident vorstand. Später überwarf sich Koch mit dem Verein, da er sich für eine Reduzierung der Sortenvielfalt einsetzte, während andere führende Pomologen zu diesem Zeitpunkt noch die Sortenvielfalt propagierten. |
|  | Heinrich Eduard von Lade * 24. Februar 1817 in Geisenheim im Rheingau † 7. August 1904 ebenda                                                      | Von Lade war ein deutscher Bankier, Gärtner, Pflanzenzüchter sowie Amateur-Astronom. Die Leitung seiner pomologischen Gärten lag zeitweise bei Hermann Goethe. Er war Stifter und Förderer der Königlich Preußischen Lehranstalt für Obst- und Weinbau Geisenheim, aus der später die Forschungsanstalt für Obst- und Weinbau hervorging. |
|  | Christian Eduard Langethal * 6. Januar 1806 in Erfurt † 28. Juli 1878 in Jena                                                                      | Langethal war ein deutscher Pflanzenbauwissenschaftler, Botaniker und Agrarhistoriker. Er ist der Herausgeber der verbesserten Ausgabe des Deutschen Obstcabinetts, das von 1853 bis 1864 erschien. |
|  | Eduard Lange * 10. September 1803 in Reust † 17. April 1868 in Altenburg                                                                           | Eduard Lange war Pädagoge und Schulrat. Er veröffentlichte zahlreiche Fachbeiträge zum Obstbau in den Pomologischen Monatsheften. |
|  | Wilhelm Lauche * 21. Mai 1827 in Gartow † 12. September 1883                                                                                       | Lauche war ein deutscher Gärtner und Dendrologe. Er war Leiter der Königlichen Landesbaumschule und Gärtner-Lehranstalt bei Potsdam und Geschäftsführer des Deutschen Pomologen-Vereins. Er ließ naturnahe Modellfrüchte für ein „Pomologisches Kabinett“ anfertigen und ist Autor des Buches Deutsche Pomologie. |
|  | Julius August Lencer * 25. August 1833 in Hastrungsfeld † 10. Mai 1903 in Bittstädt                                                                | Lencer war ein deutscher Komponist, Lehrer und Botaniker. Er betrieb eine Baumschule und ist Autor eines Buches zur Vermittlung von Wissen um den Obstanbau in der Schule. |
|  | Alexis Lepère der Jüngere * in Montreuil † 11. August 1896 in Montreuil                                                                            | Lepère war eine Obstzüchter aus Montreuil. Er legte in Deutschland mehrere Anlagen zur Kultur edler Obstsorten an Mauern an. |
|  | André Leroy * 30. August 1801 in Angers † 1875 | Leroy war ein französischer Baumschul-Besitzer. Er baute die zu seiner Zeit größte Baumschule Europas auf, in der er unter anderem 1.050 Birnen- und 600 Apfelsorten anbot. Er ist der Autor des vierbändigen Dictionnaire de pomologie. |
|  | Josef Löschnig * 1872 in Altendorf b. St. Johann am Draufelde † 1949 in Wien                                                                       | Löschnig war ein österreichischer Önologe und Pomologe. |
|  | Alwin Lorgus * 9. November 1852 in Stralsund † 18. März 1920 in Eisenach                                                                           | Lorgus war königlicher Garteninspektor, Pomologe und langjähriger Vorsitzender der Deutschen Obstbau-Gesellschaft (D.O.G.) und dem Vorläufer dieser Gesellschaft, des Deutschen Pomologen-Vereins. |
|  | Eduard Lucas * 19. Juli 1816 in Erfurt † 24. Juli 1882 in Reutlingen                                                                               | Lucas gründete die private Lehranstalt für Gartenbau, Obstkultur und Pomologie in Reutlingen. Er war Geschäftsführer des von ihm gegründeten Deutschen Pomologen-Vereins und zusammen mit Oberdieck Herausgeber der Pomologischen Monatsblätter. |
|  | Heinrich Ludwig Maurer * 15. Dezember 1818 in Gottow bei Luckenwalde † 6. September 1885 in Jena                                                   | Gärtner, Gärtnereibetreiber und Spezialist für Beerenobst sowie bot. Autor |
|  | Erich Otto Heinrich Maurer * 5. Dezember 1884 in Gohlis bei Dresden † 28. April 1981 in Berlin                                                     | Maurer war ein deutscher Gartenbau- und Obstbauwissenschaftler. Er war Leiter der Baumschule Späth und später Direktor des Instituts für Gärtnerischen Pflanzenbau an der Landwirtschaftlichen Hochschule Berlin. Er widmete sich der Selektion frostresistenter Obstunterlagen. |
|  | Friedrich Medicus * 28. Juni 1813 in Landshut † 18. Dezember 1893 in Wiesbaden                                                                     | Medicus war Direktor des Landwirtschaftlichen Instituts des Hofguts Geisberg. Zusammen mit Eduard Lucas veröffentlichte er ab der 2. Auflage 1862 dessen Standardwerk Die Lehre vom Obstbau auf einfache Gesetze zurückgeführt. |
|  | Henri Michelin * 1809/10 † 27. Juni 1898 in Paris                                                                                                  | Michelin war ein französischer Pomologe, Sekretär des Ausschusses für Baumzucht der Société nationale d’horticulture de France und Ritter der Ehrenlegion. |
|  | Iwan Wladimirowitsch Mitschurin * 27. Oktober 1855 im Gouvernement Rjasan † 7. Juni 1935 in Mitschurinsk                                           | Mitschurin war ein russischer Pomologe, Botaniker und Pflanzenzüchter. |
|  | Stanisław Konstanty Pietruski * 1811 † 1874 | Pietruski war ein galizischer Ornithologe, Entomologe und Pomologe. |
|  | Alberto Piròvano * 7. März 1884 in Vaprio d’Adda † 23. Februar 1973 in Rom                                                                         | Piròvano war Pomologe und Professor am Istituto di Frutticoltura ed Elettrogenetica di Roma in Rom. |
|  | Josef Eduard Proche * 1822 † 1908 in Sloupno nad Cidlinou                                                                                          | |
|  | Eduard August von Regel (russisch Эдуард Людвигович Регель) * 13. August 1815 in Gotha † 27. April (julianisch 15. April) 1892 in Sankt Petersburg | Von Regel war ein deutscher Gärtner und Botaniker. Sein offizielles botanisches Autorenkürzel lautet „Regel“. |
|  | Wilhelm Seelig * 2. Juni 1821 in Kassel † 31. Juli 1906 in Kiel                                                                                    | Neben seiner Tätigkeit als Politiker beschäftigte sich Seelig mit Gartenbau und Pomologie. Nach ihm ist eine Apfelsorte benannt. |
|  | Otto Schmitz-Hübsch * 26. Februar 1868 auf Rittergut Winnenthal bei Xanten † 2. November 1950 in Merten bei Bonn                                   | Schmitz-Hübsch war ein deutscher Obstbaupionier und Züchter. Er etablierte den Obstbau als Wirtschaftszweig in Deutschland, entwickelte mit Niederstammbaum und Spindelbusch die heute weltweit eingesetzten Obstbaumformen und entdeckte die Apfelsorte Roter Boskoop. |
|  | Francis Peabody Sharp * 3. September 1823 in Northampton, New Brunswick † 12. Dezember 1903 in Woodstock                                           | Sharp war ein kanadischer Obstzüchter und Baumschulbesitzer. Durch gezielte Kreuzungsversuche züchtete er Obstsorten, die an das raue Klima seiner Heimatregion angepasst waren. Er ist der Züchter der Apfelsorten Sharps New Brunswick und Crimson Beauty. |
|  | Paul Sorauer * 9. Juni 1839 in Breslau † 9. Januar 1916 in Berlin                                                                                  | Sorauer war ein deutscher Botaniker und Phytomediziner. Sein offizielles botanisches Autorenkürzel lautet „Sorauer“. Von 1872 bis 1893 war Sorauer Leiter der Pflanzenphysiologischen Versuchsstation am Königlich Pomologischen Institut in Proskau (Oberschlesien). |
|  | Václav Stříbrný * 15. April 1853 in Lidice † 8. Juni 1933 in Sofia                                                                                 | Václav Stříbrný war ein tschechischer Botaniker und Pomologe. |
|  | Franz Ludwig Späth * 25. Februar 1839 in Berlin † 2. Februar 1913 in Britz                                                                         | Späth war ein Gärtner, Botaniker und Inhaber einer Baumschule im Ortsteil Berlin-Baumschulenweg. Er gehörte gemeinsam mit seinem Vater Ludwig Späth im Jahr 1860 zu den Gründern des Deutschen Pomologen-Vereins. |
|  | Jan ten Doornkaat Koolman * 1. Oktober 1815 in Norden † 17. April 1889 ebenda                                                                      | Ten Doornkaat Koolman war Unternehmer, Pomologe und Mitglied des deutschen Reichstags. |
|  | Rudolf Trenkle * 1881 † 1968 | Trenkle war ein bayrischer Oberregierungsrat und Leiter des Obstbauinstitutes Weihenstephan. |
|  | Diedrich Uhlhorn junior * 20. Dezember 1843 in Grevenbroich † 9. November 1915 ebenda                                                              | Uhlhorn war ein deutscher Ingenieur und Obstzüchter. Er ist der Züchter der Apfelsorten von Zuccalmaglios Renette, Goldrenette Freiherr von Berlepsch und Ernst Bosch. |
|  | Eugen Ulmer * 30. Juli 1837 in Nürtingen † 2. Januar 1917 in Stuttgart                                                                             | Ulmer war Sohn eines Apothekers. Er übernahm 1868 einen pomologischen Verlag, den er unter seinem Namen weiterführte. |
|  | Charles Fortuné Willermoz * 6. März 1804 in Coligny † 6. Oktober 1879 in Champagne-au-Mont-d’Or                                                    | Willermoz war Gründer der Société d’horticulture practique du Rhône und Herausgeber der achtbändigen Pomologie de la France. |
|  | Richard Zorn * 7. März 1860 in Groß Schierstedt † 3. März 1945                                                                                     | Richard Zorn war der Erste, der intensiv Tafelobst anbaute. Er war zeitweise Vorstandsmitglied im Pomologenverein, in dem er als ausgezeichneter Sortenkenner galt. |
|  | Theodor Zschokke * 14. August 1868 in Gontenschwil † 9. August 1951 ebenda                                                                         | Theodor Zschokke war ein Schweizer Naturforscher und Pomologe. Ab 1902 Mitarbeiter der Versuchsanstalt für Obst-, Wein- und Gartenbau in Wädenswil. 1920 Leiter der Abteilung Obstbau. Autor des Schweizerischen Obstbilderwerks. |
|  | Arthur Schmid * 8. November 1858 in Maria-Lanzendorf † 30. August 1911 ebenda                                                                      | Der österreichische Ökonom und Pomologe Arthur Georg Leander Schmid war Vorstand des k.u.k. Pomologen Obstbaumkundlervereins sowie Ausschussrat der Österreichischen Obstbau- und Pomologengesellschaft und Mitarbeiter des Landesobstbauvereins für Niederösterreich. |

## Geboren ab 1900
|  | Name (Lebensdaten)                                                                     | Forschungsgebiet |
|  | -------------------------------------------------------------------------------------- | --- |
|  | Hans-Joachim Bannier * 1957                                                            | Bannier ist ein Experte für alte Apfel- und Süßkirschensorten. In seinem Obstmuseum am Hang des Teutoburger Waldes bei Bielefeld kultiviert er 350 verschiedene Apfelsorten. |
|  | Anton Bauer * 4. Juli 1931 † 4. November 2014                                          | Bauer sammelte und pflegte über 400 verschiedene Apfelsorten und etwa 200 weitere Obstsorten. Es setzte sich für die Bewahrung des Lebenswerks von Korbinian Aigner ein und veranlasste, dass Aigners bekannteste Züchtung, die Sorte „KZ-3“, den Namen 'Korbiniansapfel' erhielt und weiter verbreitet wurde. |
|  | Eckart Brandt * 1950 in Zeven                                                          | Brandt ist ein deutscher Apfelbauer und Autor. Er ist Initiator des Boomgarden-Projektes und kultiviert rund 780 Obstsorten auf Hochstämmen. |
|  | Manfred Fischer * 1938                                                                 | Fischer ist Pomologe und war maßgeblich an der Züchtung resistenter Sorten in der DDR beteiligt. |
|  | Gerhard Friedrich * 6. Dezember 1910 in Leipzig † 15. Januar 2003 in Dresden           | Friedrich war Pflanzenphysiologe, der Grundlagenforschung an Obstbäumen durchführte. |
|  | Paul Gerhard de Haas * 12. März 1907 in Saarlouis † 12. August 1976 in Hannover        | De Haas war Pomologe und Agrarwissenschaftler an der Technischen Hochschule Hannover. |
|  | Walter Hartmann * 1943                                                                 | Hartmann ist ein deutscher Biologe, Sachbuchautor und Obstzüchter. |
|  | Friedrich Hilkenbäumer * 26. Februar 1909 in Dortmund † 17. Juni 1976 in Bonn          | Hilkenbäumer war ein deutscher Obstbauwissenschaftler. Als Professor am Lehrstuhl Obstbau an der Universität Bonn forschte er vor allem über die Selektion von Unterlagen und Sorten, über den Baumschnitt und die Verwendung niedriger Baumformen sowie über Möglichkeiten der Kühllagerung von Obst.         |
|  | Emile Janssens * 4. November 1919 in Belgien † 13. Mai 2013 in Strathroy, Ontario      | Emile Janssens war ein aus Belgien nach Kanada ausgewanderter Obst- und Gemüsebauer, der als Rentner den größten Sortengarten Kanadas aufgebaut hatte. |
|  | Helmut Jacob * 10. April 1940 in Leipzig † 16. Oktober 2020                            | Jacob war ein deutscher Gartenbauwissenschaftler mit Schwerpunkt in der Pomologie. Er war langjähriger Leiter des Instituts für Obstbau an der Forschungsanstalt Geisenheim und bekannt für die Züchtung diverser Obstsorten und Unterlagen.                                                                   |
|  | Ernst-Ludwig Loewel * 8. November 1906 in Saarbrücken † 6. April 1997                  | Ernst-Ludwig Loewel war ein deutscher Obstzüchter, der mehrere Bücher veröffentlichte. Er leitete 36 Jahre lang die Obstversuchsanstalt York. |
|  | Wilfried Müller * ca. 1937 in Stollberg/Erzgeb. † 10. Mai 2006 in Aue                  | Müller war neben Werner Schuricht einer der erfahrensten Pomologen der früheren DDR. Er war Gründungsmitglied des Pomologenvereins und lange Jahre dessen Geschäftsführer. |
|  | Helmut Palmer * 8. Mai 1930 in Stuttgart-Untertürkheim † 24. Dezember 2004 in Tübingen | Palmer war ein als „Remstalrebell“ bekannter Bürgerrechtler und Pomologe. Er entwickelte eine Schnittmethode für Obstbäume, den Palmer-Oeschbergschnitt. Motto: "Die Oberen stutzen, damit die Unteren Licht bekommen!"                                                                                        |
|  | Herbert Petzold * 10. Oktober 1910 in Wurzen † 25. Februar 1997                        | Petzold war Pomologe, Autor pomologischer Standardwerke und Gründungs- sowie Ehrenmitglied des Pomologen-Vereins e. V. |
|  | Hugo Schanderl * 22. Februar 1901 in München † 10. Februar 1975 in Geisenheim          | Schanderl war ein deutscher Botaniker. Er wirkte von 1932 bis 1966 an der Lehr- und Forschungsanstalt für Wein-, Obst- und Gartenbau in Geisenheim. Er untersuchte den Einfluss des Mikroklimas auf die Ertragsleistung in Obstbauanlagen und erforschte grundlegende Fragen zur Befruchtung der Obstbäume.    |
|  | Werner Schuricht * 26. April 1936                                                      | Schuricht ist ein deutscher Obstbauwissenschaftler, der in der DDR forschte. Nach der Wiedervereinigung gehörte er zu den Gründern des Pomologenvereins und setzt sich für den Erhalt alter Kulturapfelsorten ein.                                                                                             |
|  | Hans Spreng * 5. April 1901 in Aarwangen † 29. März 1975 in Rüdtligen-Alchenflüh       | Spreng war 1927–67 Leiter der Obstbauzentrale in Oeschberg und 1934–67 der Schweizerischen Obstbauzentrale. Auf ihn geht der Oeschbergschnitt zurück, welcher das Landschaftsbild v. a. der Schweizer Obstbauregionen maßgeblich beeinflusste.                                                                 |